# Mohamed Fedal
Mohamed Fedal, ook wel bekend als Chef Moha (Marrakech, 30 mei 1967), is een Marokkaans chef-kok en directeur en oprichter van verschillende restaurants in Parijs, Marrakech en Madrid. Sinds 2014 is hij ook jurylid in het televisieprogramma MasterChef Maroc. Fedal zet zich in om de Marokkaanse gastronomie te laten erkennen als wereldlijk immaterieel cultureel erfgoed.

## Biografie
Fedal is afgestudeerd aan de hotelschool van Genève. Na jarenlange ervaring in Zwitserland en de rest van Europa keerde Fedal terug naar Marrakech. Hij wilde de traditionele familiekeuken van Marokko nieuw leven inblazen. Fedal staat bekend om zijn deelname aan grote internationale evenementen: zo liet hij de de Marokkaanse koning Mohamed VI de bastilla proeven.

## Restaurant
Fedal opende in september 1998 een eigen restaurant, Dar Moha genaamd. Het restaurant is gelegen in de voormalige Riad van Pierre Balmain, in het hart van de medina. Dar Moha groeide door de jaren heen uit tot een van de meest succesvolle restaurants van Marokko.
Daarnaast opende Fedal Riad Tanja en twee andere restaurants in Madrid en Parijs.

## Prijzen
Fedal heeft verschillende prijzen gewonnen. Zo schreef hij vier kookboeken en won hij verschillende internationale kookwedstrijden.
- DC Embassy Chef Challenge in Washington;
- Tepas Competition in Madrid;
- Medaille van de Culinaire Acedemie van Frankrijk;
- Prijs voor de beste chef-kok in de Marokkaanse gastronomie in Marokko.